# Serhiivka, Hadeaci
Serhiivka (în ucraineană Сергіївка) este localitatea de reședință a comunei Krasnoznamenka din raionul Hadeaci, regiunea Poltava, Ucraina.

## Demografie
Componența lingvistică a localității Serhiivka
     Ucraineană (97%)
     Rusă (1,83%)
     Alte limbi (0,58%)
Conform recensământului din 2001, majoritatea populației localității Serhiivka era vorbitoare de ucraineană (97%), existând în minoritate și vorbitori de rusă (1,83%).